# Limentinus
Limentinus  (лат.) — род прыгающих насекомых из семейства цикадок (Cicadellidae). Мадагаскар. Длина 6-8 мм (самки крупнее). 
Скутеллюм крупный, его длина равна или больше длины пронотума. Голова короткая (передний край округлый), уже пронотума. Глаза и оцеллии относительно крупные. Эдеагус с шипиками у вершины и середины. Самки с нормальными крыльями (не суббрахиптерные). Сходны по габитусу с Krosolus, отличаясь деталями строения гениталий. Ранее включали в состав подсемейства Coelidiinae.
- Limentinus aldabranus Distant, 1917 typus
- Limentinus bracchius Nielson, 1991
- Limentinus cambouei Signoret, 1886
- Limentinus sagittus Nielson, 1991
- Limentinus varius Nielson, 1991[2]